# Schizosmittina conjuncta
Schizosmittina conjuncta är en mossdjursart som först beskrevs av Uttley och Bullivant 1972.  Schizosmittina conjuncta ingår i släktet Schizosmittina och familjen Bitectiporidae. Inga underarter finns listade i Catalogue of Life.